# Adroaldo Campos Filho
Adroaldo Campos Filho GOMA (Aracaju, 21 de outubro de 1931 – Japoatã, 20 de fevereiro de 1996) foi um advogado, promotor de justiça e político brasileiro que foi deputado federal por Sergipe.

## Biografia
Filho de Adroaldo Campos e de Ocirema Alves Campos. Designado promotor de justiça em Capela em 1955, graduou-se em direito em 1956 pela Universidade Federal de Sergipe onde se especializou em direito penal. Advogado do Instituto de Aposentadoria e Pensões dos Industriários (IAPI) e presidente da seccional da Ordem dos Advogados do Brasil (OAB) em Sergipe em 1970, cursou a Escola Superior de Guerra e tornou-se juiz do Tribunal Regional Eleitoral (TRE) e em 1974 procurador da Fazenda Nacional.
No ano seguinte deixou seu assento no TRE e no Conselho Federal da OAB e foi investido Corregedor Geral Eleitoral de Sergipe até que o governador José Rollemberg Leite (1975-1979) o nomeou Secretário de Segurança Pública e depois Secretário de Justiça e Ação Social. Eleito suplente de deputado federal pela ARENA em 1978, exerceu o mandato no período em que Antônio Carlos Valadares ocupou a Secretaria de Educação e Cultura no governo Augusto Franco. Membro do diretório nacional do PDS e segundo vice-presidente do diretório estadual em Sergipe, foi eleito deputado federal em 1982. Como parlamentar ausentou-se da votação da Emenda Dante de Oliveira e votou em Paulo Maluf no Colégio Eleitoral.
Após uma rápida passagem pelo PFL filiou-se ao PMDB sendo derrotado em sua candidatura de primeiro suplente de senador na chapa de João Seixas Dória em 1986. Findo o seu mandato retornou ao cargo de procurador aposentando-se em 1991, sendo reconduzido ao cargo de chefe da Procuradoria da Fazenda Nacional em Sergipe.